# Theobald Butler, IV mayordomo principal de Irlanda
Theobald Butler, IV Jefe Butler de Irlanda (c. 1242-26 de septiembre de 1285) era hijo de Theobald Butler, III mayordomo principal de Irlanda y Margery de Burgh, hija de Richard Mór de Burgh, lord de Connacht. Asistió al rey Eduardo I de Inglaterra en sus guerras en Escocia. Murió en el castillo de Arklow, condado de Wicklow, Irlanda, y fue enterrado en el monasterio de Arklow.

## Matrimonio e hijos
Se casó con Joan FitzJohn en 1268, cuarta y última hija de John Fitzgeoffrey, lord de Kirtling y sheriff de Yorkshire, y de Isobel Bigod. Era co-heredera con sus tres hermanas de sus hermanos John y Richard. En su matrimonio, ella aportó a Butler el señorío de Faubridge en Essex, el villorrio de Shippeley en Hants, el señorío de Shire en Surrey, el villorrio de Vacherie y el señorío de Ailesbury en Buckinghamshire. Joan murió el 4 de abril de 1303. Sus hijos fueron:
- Theobald Butler, V mayordomo principal de Irlanda (1269-1299).
- Edmund Butler, conde de Carrick y VI mayordomo principal de Irlanda (1268-1321).
- Thomas Butler, I barón Dunboyne (1271-1329).
- Margaret Butler (1274-1344), casada con John de Trenouth.
- John Butler (1270-1321).
- Richard Butler (nacido en 1275).
- Gilbert Butler (n. 1275).
- Nicholas Butler (n. 1277), electo arzobispo de Dublín por el Priorato y Convento de la Sagrada Trinidad en enero de 1306, pero nunca fue consagrado.
- James Butler (1278-1337).